# 撮って出し
撮って出し（とってだし）とは、テレビ・ラジオ番組の収録方法の一種。事前収録（じぜんしゅうろく）ともいう。「撮」という漢字の意味には音声の録音を含まないことから、音声の録音も意味に含む「録」という漢字を使用して録って出しと表記することもある。

## 解説
放送業界での用語としては自然発生的に出てきたものであるため、明確な出所などは定かではないが、放送業界内部ではほぼ日常的に使われている用語・表現である。
元来はテレビの報道・情報番組のリポートで、編集をする時間がないような素材を、撮られた状態のまま無編集で放送すること。転じて「撮って出し」は“速報”や“撮りたてほやほや”という意味で用いられることがある。
また、当初は「そのまま放送するに十分な状態」という意味はなかったが、現在ではそれをも含有し、大きな意味として「あたかも生放送の様に撮影・収録し、内容を編集せず（ノーカットで）そのまま放送するもの、及びその収録・放送手法」として用いられるようになってきている。あたかも生放送のようであるので、視聴者が生放送と思いこむこともしばしばある。
なお、元来の意味としての“速報”を重視してこの言葉を使う人の中には、収録後ある程度の時間が経過してから放送されるような、実際は編集が可能であるものに対しては区別してこの言葉を使わない人もいる。しかし収録後の経過時間に定量的な基準がない以上、この点においてはそれぞれの解釈次第で用法が分かれる。
ラジオの場合でも、テレビの場合と同様に報道番組・情報番組のリポートで素材を無編集でそのまま使うことは「撮って出し」であるが、ラジオでは“撮”ることがないので代わりに「録って出し」と表記することも多い。一方で、音声しか使用しないラジオの場合では実環境として編集作業のための時間に余裕があることが多いうえ、そもそも素材をそのまま使用しても放送用の品質に適うことが多いせいかあまり使われることのない言葉である。

## 類義語
日本のラジオ放送業界独自の用語としては「同時パケ（同時パッケージ）」がある。なお、完パケ（完全パッケージ）や半パケ（半パッケージ）と混同されることもあるが、完パケ、半パケ共に編集の有無を問わない（編集していても良い）ため、同時パケと完全に同義とはならない。

## 関連事項
- やらせ
- ニアライブ
- ザ・ワイド（日本テレビ・読売テレビ）- 「NEWS撮ッて出し」というコーナーがあった。